# Avia Ba-122
Avia B-122 (Ba-122, Bš-122) byl československý akrobatický dvouplošník z 30. let 20. století, zkonstruovaný ing. Františkem Novotným, šéfkonstruktérem továrny Avia, akciové společnosti pro průmysl letecký, Čakovice. Českoslovenští letci získali na tomto stroji řadu ocenění a letoun se tak zapsal významnou měrou do úspěchů československého akrobatického létání.

## Vznik a vývoj
Po rozhodnutí, že se Československo zúčastní mezinárodního mistrovství v letecké akrobacii, které se konalo v červnu 1934, vzala na sebe továrna Avia nelehký úkol postavit ve velmi krátké době 2 akrobatické letouny OK-AVI (B-122.1) a OK-AVE (B-122.2), které by důstojně reprezentovaly Československo. Za 6 týdnů byl postaven první letoun a po nezbytných úpravách vzešlých z ověřování v aerodynamickém tunelu byl letoun B-122, který navazoval na oblíbené BH-22. S motorem Walter Castor II byl 12. května 1934 zalétnut.
V roce 1935 vzlétly další dva dvouplošníky B-122.3 (později jako OK-VIL) a B-122.4 (později jako OK-VIM), opět poháněné hvězdicovými motory Walter Castor II. Všechny čtyři vyrobené kusy poté byly upraveny na verzi Ba-122. Ministerstvo národní obrany (MNO) si objednalo stavbu 35 letounů Ba-122 s motorem Avia Rk-17 o výkonu 265 kW (360 k). Letoun s tímto novým motorem byl zalétán v lednu 1936. Několik letounů z této dávky létalo i s motory Walter Castor II nebo Walter Pollux.

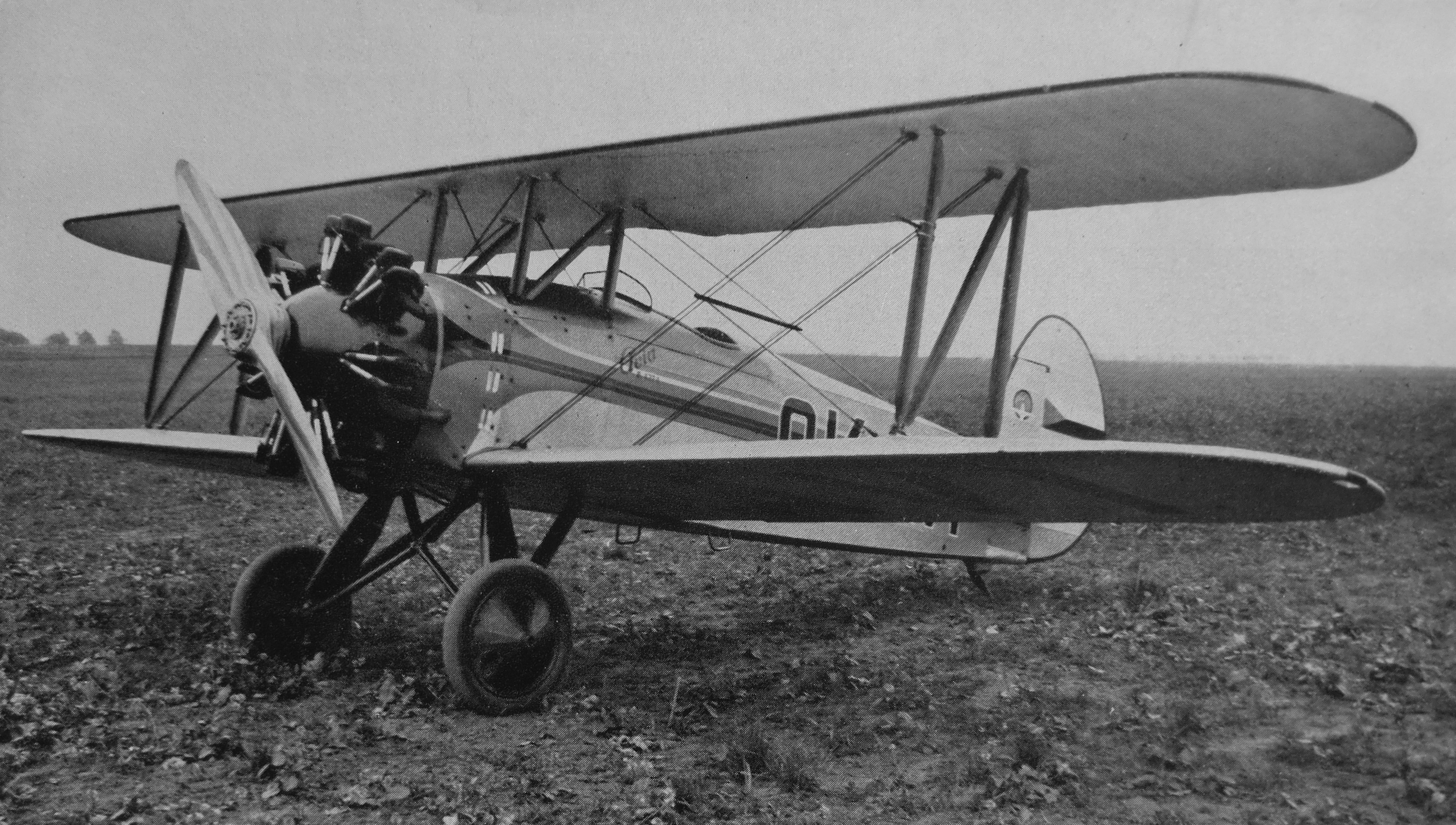
Akrobatický letoun Avia B-122 (OK-AVI) s motorem Walter Castor II-A (1934)

Akrobatický letoun úspěšně předvedený na letecké soutěži při olympiádě v Berlíně se v roce 1936 dostal do sériové výroby jako Avia Ba-122. S motory Walter Castor II-A létaly sériové OK-VIO (Ba-122.5) a OK-MAL (Ba-122.6) a dalších 15 letounů bylo prodáno do Sovětského svazu (Авиа 122.101 až 115), z nichž 5 mělo motor Walter Pollux. V roce 1937 byly vyrobeny Ba-122 s motory Walter Pollux pod imatrikulací OK-AMK (Ba-122.12), OK-AML (Ba-122.21) a OK-AMM (Ba-122.22). Ostatní letouny Ba-122 měly motor Avia Rk-17.
Pro československé letectvo bylo vyrobeno celkem 35 strojů Ba-122, dalších 15 bylo vyvezeno do SSSR a jeden do Rumunska. Mimoto byla přímo pro účely čs. letectva vyvinuta výcviková verze Bš-122 (1936), vyrobená v počtu 45 kusů s motory Walter Castor II-A (1937).

## Popis letounu
Akrobatický letoun Avia Ba-122 byl československý jednomístný, jednomotorový vzpěrový dvouplošník, který byl vyvinut v polovině 30. let 20. století. Tento letoun byl zprvu zkonstruován pro vysokou akrobacii s velkým bezpečnostním násobkem (+20g, -10,6g). Od prototypu k sériové výrobě pro výcvik vojenských letců-stíhačů vzniklo několik modifikací (Bš-122) s různými konstrukčními změnami hlavně v úpravě ocasních ploch. Několik prvních kusů bylo osazeno sedmiválcovým motorem Walter Castor II.
B-122: Trup měl kostru svařenu z ocelových trubek, některé spoje byly šroubované či nýtované. V přední části byl trup kryt hliníkovým plechem. Křídla měla celodřevěnou kostru a plátěný potah, křidélka byla jen na spodních plochách. Horní křídlo nemělo již tradiční pyramidu z éry typů Avia BH (Beneš-Hajn), ale baldachýn, což vedlo k tomu, že rozpětí horního i dolního křídla bylo stejné. Podvozek byl velmi robustní, pevný ostruhový, s lomenou osou a hydropneumatickými tlumiči. U sériových typů byl letoun mírně upraven, byla zvětšena směrovka a i horní křídlo bylo opatřeno křidélky.
Poznámka: První prototyp (OK-AVI) značený B-122 používal 4 druhy směrových kormidel, (OK-AVE) minimálně 2 druhy a další dva prototypy (OK-VIL, OK-VIM) používaly 2 druhy směrových kormidel. Dle fotografií strojů OK-VIL a OK-VIM víme že k označení stroje Ba-122 nebylo nutné aby byla křidélka i na horním křídle. Předělané první čtyři stroje se liší od sériových kusů v mnoha věcech, OK-AVE a OK-VIL měly spádové nádrže v horním křídle, OK-AVE a OK-AVI si ponechávají původní trup s prolomením pod směrovkou (v místě prolomení je směrovka upevněna výztuhou) a s plaňkováním na hřbetu. OK-AVE, OK-AVI, OK-VIL a OK-VIM (ale i OK-AWA) dále nemají obdélníková dvířka k prostoru za kabinou ale jsou zkosená (B-122 tyto dvířka původně neměly vůbec) a OK-VIM má navíc obdélníková dvířka na hřbetu trupu. Dále se postupně měnil tvar a poloha stupaček, B-122 (OK-AVI) měla spodní stupačku mimo trup v podobě ohnutého drátu (stejné u Bš-122), poté se spodní stupačka přesunula na hranu trupu (OK-AVI, OK-AVE, OK-VIL, OK-VIM) a posledně s odstupem od spodní hrany trupu jako měly sériové stroje (OK-VIL, OK-VIM). Dále je odlišnost v počtu žeber v křidélkách, B-122 měly 18 žeber (7+1+10) a ony předělané kusy taktéž i u horního křídla, sériové stroje měly 17 žeber (7+1+9), pozor! replika OK-AVE v muzeu má 17 žeber a ještě ve špatném pořadí (6+1+10). Bš-122, B-322 a B-422 měly 13 žeber (7+1+5), B-222 stejně jako sériové Ba-122. OK-VIL a OK-VIM měli jistý čas výškovku položenou výše a táhlo ke směrovce tak bylo pod ní. Dále u OK-AVI si můžeme všimnout kruhového přístupu na levé straně před výškovkou, OK-AVE dříve měla před ostruhou na hraně trupu po obou stranách v místech trubky procházející skrz takové půlkruhy s jakoby šipkou směřující dolů. Dále OK-AVI, OK-AVE či OK-AMI měly během přeletů před kokpitem umístěný kompas v krytu vně trupu. OK-AVE dále jistý čas měla trimovací plošku na výškovce a bílé plechy v místě kde táhlo směrovky vstupuje do trupu a také v předním místě kde je upevněná směrovka. Ba-122.6 (OK-MAL) měla na rozdíl od série poziční světla.

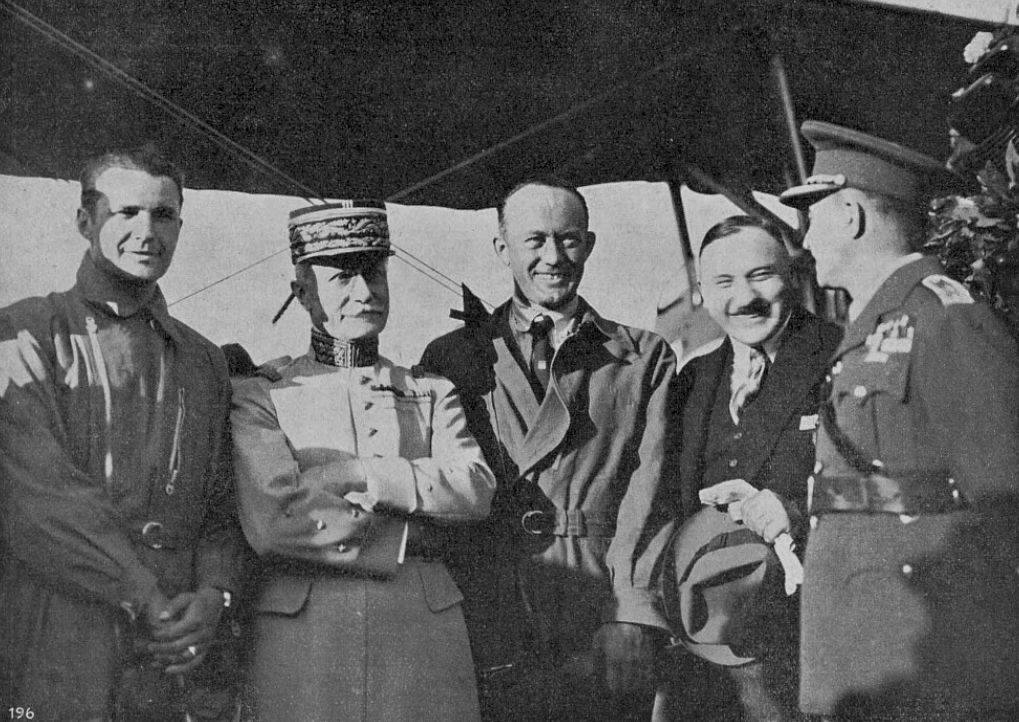
Po návratu z MS v akrobacii 1934, odleva: škpt. Ján Ambruš, gen. Faucher, štrtm. František Novák, Dr. Juraj Slávik - předseda ARČs, gen. ing. Jaroslav Fajfr - velitel čs. letectva

## Použití

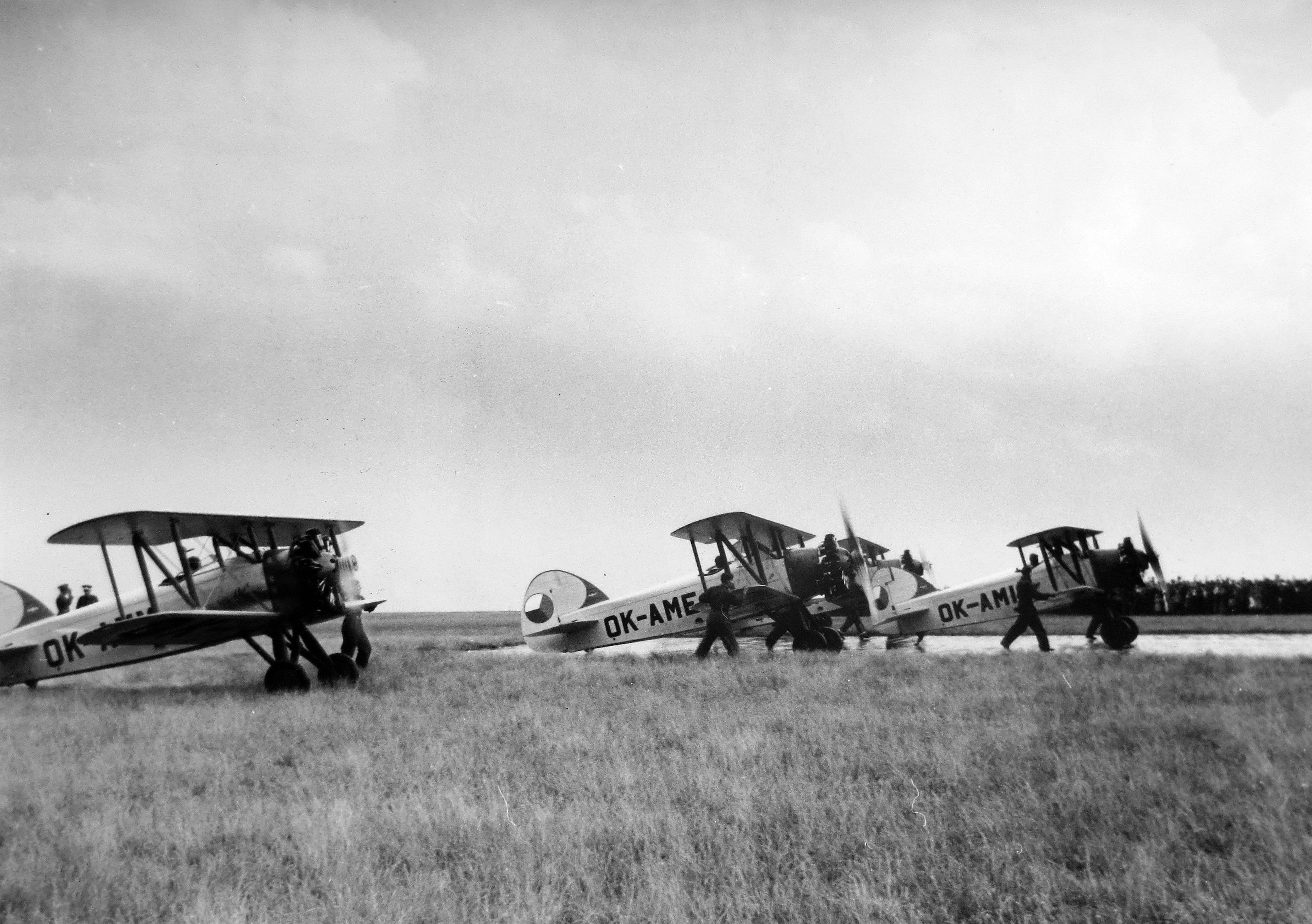
Avia Ba-122 s motory Avia Rk-17 (po 17.7.1937)

Na samotném prvním oficiálním mistrovství světa v letecké akrobacii Coupe Mondiale d'Acrobatie Aérienne ve francouzském Vincennes u Paříže, které se konalo 9.–10. června 1934, pilot rotmistr František Novák s novým akrobatickým speciálem Avia B-122.2 (OK-AVE) obsadil nečekaně výborné 4. místo a štábní kapitán Ján Ambruš na stroji B-122.1 (OK-AVI) obsadil 8. místo. V I. národní soutěži v letecké akrobacii RČs v září 1935 získal 1. místo již por. František Novák, 2. byl již mjr. Ján Ambruš a 3. místo obsadil por. Petr Široký, všichni na letadlech Avia B-122 s motory Castor II resp. Pollux II. Poté František Novák nové letadlo několikrát převedl demonstračními lety. Bylo to v Portugalsku, Rakousku, Španělsku, Rumunsku a Jugoslávii.
Na XI. letních olympijských hrách konaných v roce 1936 v Berlíně startovali v přidružené letecké soutěži 3 českoslovenští letečtí akrobaté. Letouny byly vybaveny 2 druhy motorů. Letoun s imatrikulací OK-AVI (Ba-122.1) měl motor Walter Pollux II, zbývající dva OK-AWA (Ba-122.8) a OK-AWE (Ba-122.7) byly osazeny novými motory Avia Rk-17 o výkonu 257/283 kW (350/385 k). Na letišti Rangsdorf u Berlína obsadil v letecké akrobacii 29. července 1936 (den před oficiálním zahájením her) Petr Široký (OK-AWE) 2. místo, František Novák (OK-AWA) 3. místo a Ján Ambruš (OK-AVI) skončil na 8. místě. Náhradníky byli rtm. Holubec (Ba-122.2 OK-AVE) a čet. Hubáček (Ba-122.5 OK-VIO -  měl upravenou akrobatickou verzi motoru Walter Castor II-A).
Pro mezinárodní letecký mítink, konaný v Curychu od 23. července do 1. srpna 1937, bylo připraveno pět Avií Ba-122 s motory Avia Rk-17 (OK-AME, -AMF, -AMG, -AMH, -AMI), a tři s motory Walter Pollux (OK-AMK, -AML, -AMM). V kategorii B (motory s obsahem 10 až 20 litrů - Pollux) zvítězil nadporučík František Novák, třetí byl por. Petr Široký a čtvrtý rtm. Josef Hubáček. V kategorii C (motory nad 20 litrů – Avia Rk17) neměli českoslovenští akrobaté konkurenci a zaujali prvá tři místa v pořadí František Novák, Petr Široký a šrtm. František Výborný. Značně napínavý byl závod ve skupinové akrobacii. Československá sedmičlenná skupina na letounech Avia Ba-122 (Novák, Široký, Hubáček, Motyčka, Půda, Šimek a Taudy) získala vítězství před favorizovanou italskou, akrobatickou skupinou na strojích Fiat CR.32.
V rámci akrobatického nácviku při příležitosti konání posledního předválečného, X. všesokolského sletu zahynul vynikající letecký akrobat četař Rudolf Motyčka. Jeho letoun Ba-122 (výr. č. 24) se při skupinovém letu srazil se dvěma dalšími stroji, které se také staly neovladatelnými. Zatímco z jednoho čet. Smolík vyskočil padákem (výr. č. 20), v dalším zahynul čet. V. Rys (výr. č. 25). Přes tragédii v průběhu nácviku předvedla 6. července 1938 devítičlenná skupina pod vedením nadporučíka Františka Nováka na X. sletu perfektní ukázku skupinového letu, kdy postupně na nebi vytvořila nápis X. SLET.
Dne 24.4.1938 se s akrobatickým speciálem B-422 zúčastnil npor. František Novák s náhradníkem kap. Truxou akrobatické soutěže ve Francii. V Saint-Germain-en-Laye u Paříže sice Novák předvedl nejlepší výkon, ale pro údajné překročení časového limitu byl rozhodčí komisí odsunut na 2. místo.
Podle stavu letecké techniky v listopadu 1938 mělo československé letectvo ve stavu 32 letounů Ba-122 a 44 letounů Bš-122. Po okupaci sloužily tyto letouny v průběhu druhé světové války k výcviku a ke kondičnímu létání v německém, rumunském, bulharském a slovenském letectvu.

## Dochované exempláře

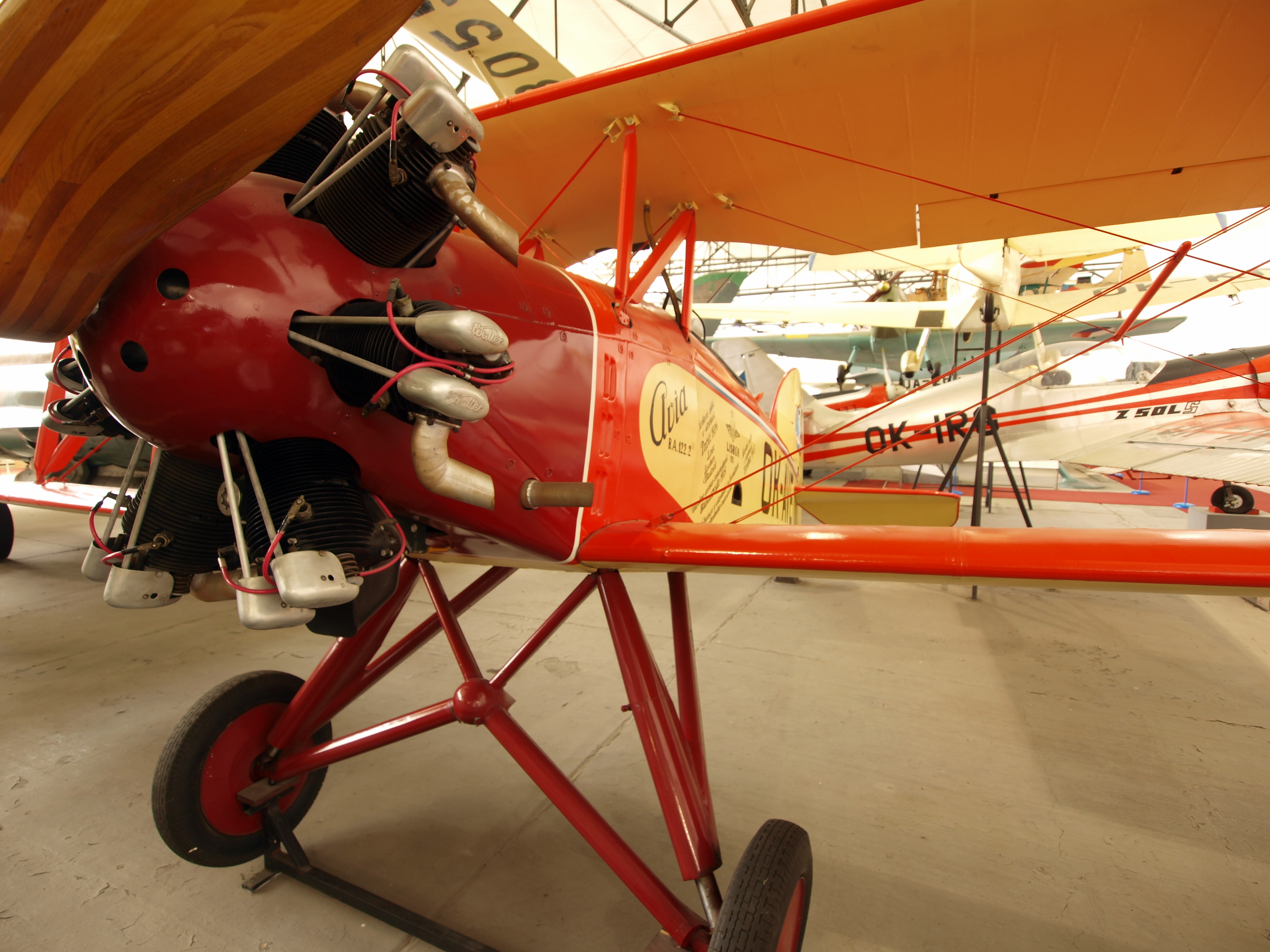
Replika Avie Ba-122 (OK-AVE)

- V leteckém muzeu v Praze-Kbelích je vystaven letoun Avia Ba-122. Jedná se o stroj výrobního č. 2, s nímž létal předválečný „král vzduchu“ František Novák. Rekonstrukce letounu vznikla na základě tovární dokumentace a dochovaných dílů Avie Ba-122.[13]
- Trosky letounu Ba-122 výrobního č. 24, se kterým havaroval Rudolf Motyčka, převzali pracovníci Leteckého muzea pro sbírky VHÚ v říjnu 1974 od zrušeného městského muzea v Letohradu. Jsou vystaveny ve vstupní části expozičního hangáru LM číslo 40 v rámci výstavy „Letadla a létání ve Kbelích“.[11]

## Uživatelé

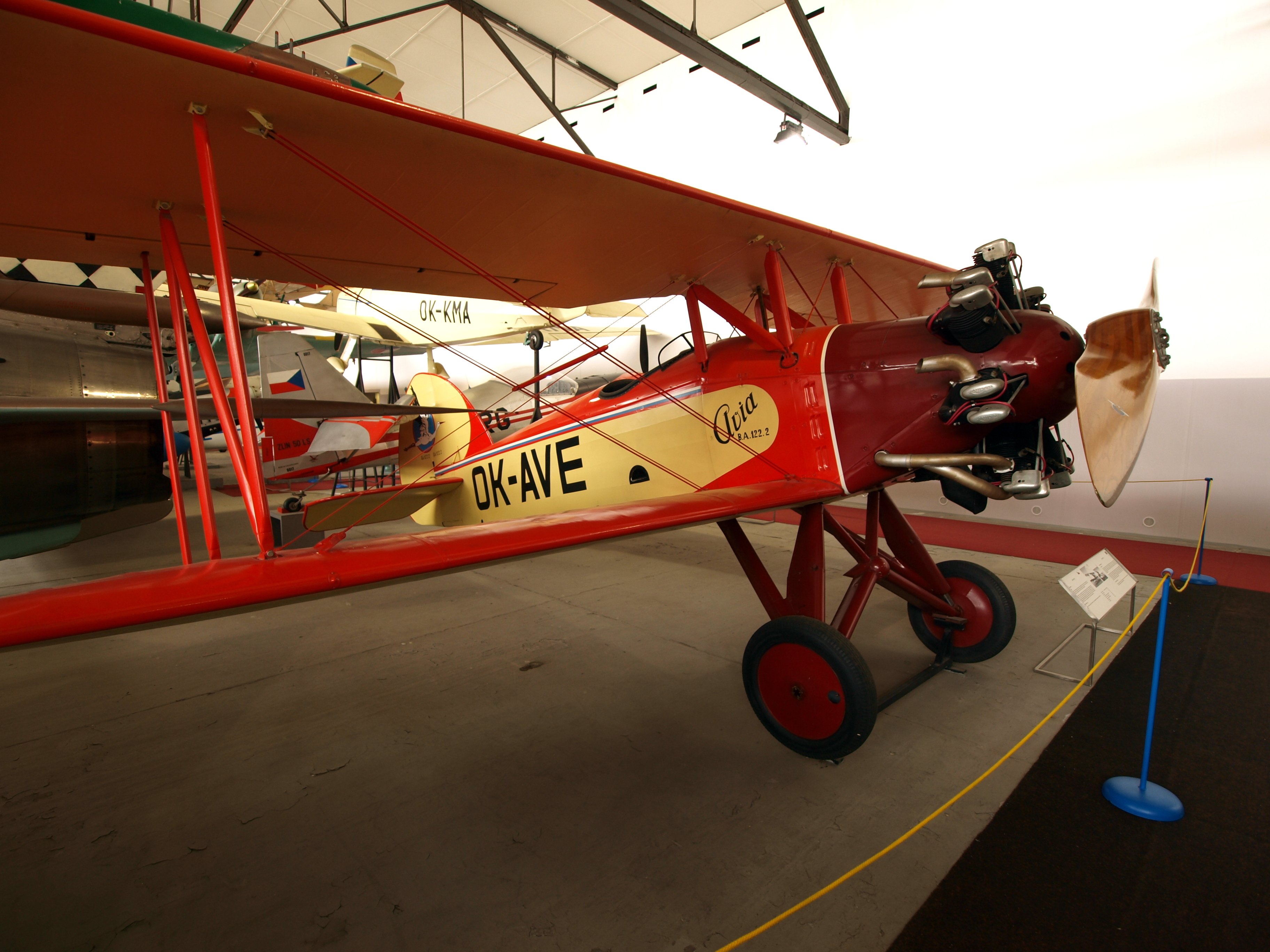
Avia Ba-122 (OK-AVE)

- Bulharsko
  - Bulharské letectvo
- Československo
  - Československé letectvo
- Německá říše
  - Luftwaffe
- Rumunsko
  - Rumunské letectvo
- Slovensko
  - Slovenské vzdušné zbraně
- Sovětský svaz
  - Sovětské letectvo

## Varianty
- B-122: 4 prototypové stroje s motorem Walter Castor II (B.122.1 až .4), B.122.1 poté s motorem Pollux-II, později přestavěny na verzi B.A.122.1 až .4 (byť se v mnoha věcech liší)
- Ba-122: sériová verze s motory Avia Rk-17 (většina), Walter Pollux-II a Castor-II. Křidélka na horních křídlech a zvětšená SOP (prvně se s tímto značením lze setkat u B.A.122.3 OK-VIL a .4 OK-VIM které tyto specifikace zpočátku ani nesplňovali), vyrobeno bylo 35 letadel pro čs. letectvo (B.A.122.5 až .39), jedno letadlo do Rumunska (B.A.122.40 YR-DPO), následovalo 5 letadel (B.A.122.41 až .45), a 15 letadel pro Sovětský svaz (АВИА 122.101 až .115), celkem 56 letadel
- Bš-122: vojenská cvičná verze Ba-122, stupněná křídla, motor Walter Castor II-A (Bš.122.1 až .45), 45 letadel
- B-222: 1 akrobatický prototyp ve dvou úpravách, Ba-122 s motorem Avia Rk-17, 1. úprava s krytem motoru NACA a kapotovanými podvozkovými koly (B 222-1). 2. úprava bez krytu motoru (BA. 222.1 OK-AVB)
- B-322: 1 akrobatický prototyp ve dvou úpravách, Bš-122 s motorem Avia Rk-17, 1. úprava s kapotovanými podvozkovými koly (Bš 322.1). 2. úprava s uzavřenou kabinou, bez kapotovaných podvozkových noh, s prstencovým krytem motoru Townend (B 122.45)
- B-422: 2 akrobatické speciály, Ba-222 s "prohnutým" křídlem upraveným pro lepší výhled vpřed při letu na zádech s motorem Avia Rk-17, spodní křídlo z Bš-122 (BA.422.1 OK-AVB, BA.422.2 OK-AVC)

## Specifikace (Ba.122)
Data dle

### Technické údaje
- Typ: Akrobatický jednosedadlový dvouplošník
- Osádka: 1 (pilot)
- Rozpětí: 8,85 m
- Délka: 6,80 m
- Výška: 2,90 m
- Nosná plocha: 22,55 m²
- Hmotnost prázdného letounu: 781 kg
- Vzletová hmotnost: 1080 kg
- Pohonná jednotka: 1× vzduchem chlazený hvězdicový devítiválec Avia Rk-17 (konstruktér Ing. Novotný)
  - jmenovitý, nominální výkon: 360 k (264 kW) při 2020 ot/min
  - maximální, vzletový výkon: 420 k (309 kW) při 2200 ot/min
- Vrtule: dvoulistá, nestavitelná, dřevěná

### Výkony
- Maximální rychlost: 270 km/h
- Cestovní rychlost: 230 km/h
- Dostup: 7 000 m
- Dolet: 575 km

## Zápis a výmaz imatrikulace
Data dle 

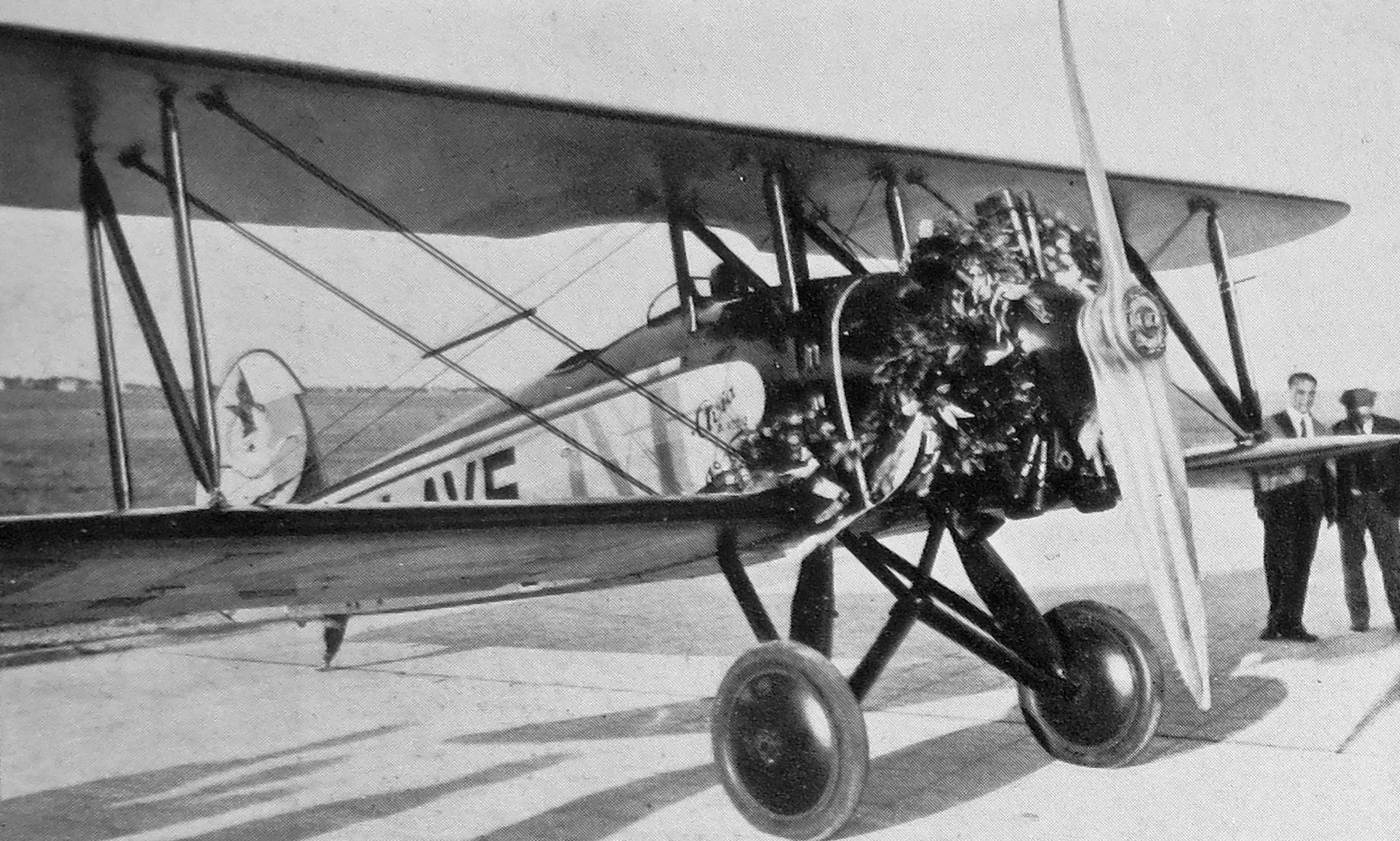
Walter Castor II-A a Avia B-122 (1934)

OK-AVE: (B-122.2 / Ba-122.2) 4.6.1934 - neuvedeno
OK-AVI: (B-122.1 / Ba-122.1) 4.6.1934 - 1938
OK-VIL: (Ba-122.3) 18.10.1935 - prosinec 1935
OK-VIM: (Ba-122.4) 18.10.1935 - prosinec 1935
OK-MAL: (Ba-122.6) 23.4.1936 - neuvedeno
OK-VIO: (Ba-122.5) 24.7.1936 - 1938
OK-AWA: (Ba-122.8) 25.7.1936 - 1938
OK-AWE: (Ba-122.7) 25.7.1936 - neuvedeno
OK-AWI: (Ba-122.9) neuvedeno - neuvedeno
OK-AME: (Ba-122.13) 17.7.1937 - neuvedeno
OK-AMF: (Ba-122.14) 17.7.1937 - neuvedeno
OK-AMG: (Ba-122.15) 17.7.1937 - neuvedeno
OK-AMH: (Ba-122.16) 17.7.1937 - neuvedeno
OK-AMI: (Ba-122.17) 17.7.1937 - neuvedeno
OK-AMK: (Ba-122.12) 17.7.1937 - neuvedeno
OK-AML: (Ba-122.21) 17.7.1937 - neuvedeno
OK-AMM: (Ba-122.22) 17.7.1937 - neuvedeno
OK-AVB: (B-422.1) 19.4.1938 - 8.8.1938, (B-222.1) 15.7.1938 - neuvedeno
OK-AVC: (B-422.2) 19.4.1938 - 8.8.1938
OK-IPW: (Ba-122.26) neuvedeno - neuvedeno "Zapsáno jen tužkou"